# Литерал
В информатиката под литерал (на английски: literal) се разбира константна стойност на променлива, зададена в сорс кода на дадена компютърна програма. За разлика от променливите, които при изпълнението на програмата могат да придобиват различни стойности, и константите, които имат постоянна стойност, литералът представлява самата стойност, поради което понякога ги наричат още и константи.
В следващия пример, написан на Java, 1 и cat са литерали, а num и str – променливи:
```
 
int
 
num
=
1
;

 
String
 
str
=
"cat"
;

```

## Видове литерали
Съществуват различни видове литерали: булеви, целочислени, реални, символни, низови и обектни.

### Булеви
Булевите литерали, наричани още логически литерали, могат да бъдат true („истина“) или false („лъжа“). При присвояване на стойност на една променлива от булев тип е възможно да се използва единствено една от тези две стойности или израз от булев тип, който се изчислява впоследствие до една от тези две стойности.
Пример на C#:
```
 
bool
 
t
 
=
 
true
;
 
//ако t е „истина“

 
bool
 
f
 
=
 
false
;
 
//ако f е „лъжа“

```

### Целочислени
Целочислените литерали са съставени от поредица от цифри, евентуално предшествани от унарния знак + или -, представки и окончания. Благодарение на представките целите числа могат да бъдат представени в десетичен или шестнадесетичен формат. Този вид литерали се използва за дефиниране на променливи от тип int, uint, long, и ulong.
- Представка: 0x (0X) – използва се за представяне на едно число в шестнадесетичен формат.
- Окончания:
  - l (L) – за данни от тип long
  - u (U) – за данни от тип uint, ulong

Когато не е използвано никакво окончание целочислените литерали са по подразбиране от тип int.
Пример на C#:
```
 
int
 
num1
 
=
 
59
;
 
//представяне на числото 59 в десетичен формат

 
int
 
num2
 
=
 
0
x3B
;
 
//представяне на числото 59 в шестнадесетичен формат

 
long
 
num3
 
=
 
120L
;
 
//дефиниране на променлива от тип long

 
ulong
 
num4
 
=
 
30
u
;
 
//дефиниране на променлива от тип ulong

```

Пример на PHP:
```
$x
 
=
 
5
;

```

### Реални
Реалните литерали се използват за дефиниране на променливи от тип float, double и decimal, и представляват комбинация от цифри, евентуално предшествани от унарния знак + или -, символа за десетична запетая и окончания. Последните могат да бъдат:
- f (F) – за данни от тип float
- d (D) – за данни от тип double
- m (M) – за данни от тип decimal
- e (E) – за представяне на трите типа данни в експоненциален формат

Когато не е използвано никакво окончание реалните литерали са по подразбиране от тип double.
Пример на C#:
```
 
float
 
num1
 
=
 
347.5f
;
 
//задаване на числото 347,5

 
float
 
num2
 
=
 
0.3475e+3f
;
 
//задаване на числото 347,5 в експоненциален формат

 
decimal
 
num3
 
=
 
-
74.9
m
;
 
//дефиниране на променлива от тип decimal

```

### Символни
Символният литерал е единичен символ ограден в единични кавички. Стойностите, които се задават чрез този вид литерали са от тип char, и могат да бъдат:
- единичен символ: 'J', '@', '☯', и пр.
- екранираща последователност (escape sequence) от символи, чрез която се задава друг специален символ. Последната започва винаги с т. нар. „екраниращ символ“ – \.

Пример на C#:
```
 
char
 
sym1
 
=
 
'm'
;
 
//задаване на единичен символен литерал

 
char
 
sym2
 
=
 
'\
u00A9
'
 
//символът ©, зададен чрез неговия уникод

 
char
 
sym3
 
=
 
'\n'
;
 
//задаване на символ за нов ред

 
char
 
sym4
 
=
 
'\"'
;
 
//задаване на символ за двойни кавички

```

### Низови
Низовият литерал представлява последователност от символи оградени в кавички. В езика C, стойностите, които се задават чрез този вид литерали са от тип string, и могат да бъдат:
- единичен или няколко символа
- екранираща последователност от символи, при която се прилагат същите правила, каквито са и при символните литералите.
- цитиран низ, предхождан от символа @, при който правилата за екраниране при символните литералите не важат. Единствено двойната кавичка " може да се екранира с две двойни кавички "", а всички останали символи, включително и новият ред, се възприемат буквално.

В други езици за програмиране, като например JavaScript, е допустимо използването на различни видове кавички.
Пример на C#:
```
 
//Задаване на низов литерал с резултат: "Hello, World!"

 
string
 
quote1
 
=
 
"\"Hello, World!\""
;

 
Console
.
WriteLine
(
quote1
);

 
//Задаване на цитиран низ с резултат: Hello!

 
//This is a new line.

 
string
 
quote2
 
=
 
@"Hello!

 This is a new line."
;

 
Console
.
WriteLine
(
quote2
);

```

Пример на JavaScript:
```
 
var
 
one
=
"едно"
;

 
var
 
two
=
'две'
;

```

Пример на PHP:
```
 
$x
 
=
 
"tekst"
;

```

Пример на Pascal:
```
 
const
 
text
 
=
 
'Hello, World!'
;

```